# Юбилейный сельский округ (Акмолинская область)
Юбиле́йный се́льский окру́г (каз. Юбилейный ауылдық округі) — административная единица в составе Есильского района Акмолинской области Республики Казахстан. Административный центр — село Юбилейное.

## История
По состоянию на 1989 год существовал Юбилейный сельсовет (село Юбилейное).
В 2013 году сельский округ был преобразован путём вхождения в его состав села Ейское Биртальского сельского округа. 

## Население
| Динамика численности населения | Динамика численности населения | Динамика численности населения |
| 1989                           | 1999                           | 2009                           |
| ------------------------------ | ------------------------------ | ------------------------------ |
| 827                            | ↘688                           | ↘631                           |

## Состав
В состав сельского округа входят 2 населённых пункта:
| № | Населённый пункт | Тип населённого пункта       | Население, 1989 | Население, 1999 | Население, 2009 |
| - | ---------------- | ---------------------------- | --------------- | --------------- | --------------- |
| 1 | Ейское           | село                         | 783             | 445             | 357             |
| 2 | Юбилейное        | село, административный центр | 827             | 688             | 631             |

## Экономика
Экономика сельского округа имеет сельскохозяйственную направленность. 
На территории округа работают: ТОО «Ново-Приречное», ТОО Компания «Орион Плюс» и к/х «Бобер Инвест», а так же малый и средний бизнес (5 ИП).
В сфере животноводства на 1 января 2022 год по округу:
КРС - 101 гол., МРС - 171 гол., свиней - 857 гол., лошадей - 58 гол., птиц - 2131 гол. 

## Объекты округа

### Объекты образования
В округе функционирует 2 школы (средняя в Юбилейное, в начальная в Ейское). При Юбилейной СШ действует мини-центр «Солнышко», работает ясельная группа.

### Объекты здравоохранения
Население округа полностью охвачено первичной медицинской помощью. Имеется ФАП.

## Управление
С 15 августа 2018 года акимом Юбилейного сельского округа был назначен Колос Виктор Иванович (1966 года рождения).